# Ursus americanus machetes
El oso negro del noroeste mexicano (Ursus americanus machetes) es una subespecie de oso negro americano (Ursus americanus). El oso negro americano, es el carnívoro de mayor tamaño en México y la única especie de Úrsido presente en el país, contando con tres subespecies: Ursus americanus eremicus (Merriam, 1904), Ursus americanus amblyceps (Baird, 1859) y Ursus americanus machetes (Elliot 1903).

## Características
El color de esta especie es generalmente negro, presentando tonalidades de café y hasta beige. El pelo del oso negro es corto, lacio y predominantemente de color oscuro, aunque dependiendo de la localidad varía desde el negro, café y café canela, hasta el beige, a excepción del área cercana al hocico que es de color miel (Anderson, 1972; Leopold, 1977). Se ha observado que en México, estas variaciones en el color del pelaje son exclusivas de las poblaciones que habitan en el occidente -U. a. machetes y U. a. amblyceps-, siendo muy raras entre los osos de la subespecie eremicus (Baker, 1956). Su  longitud aproximadamente entre 1.50 y 2 metros y su peso puede llegar hasta los 216 kg.

## Comportamiento
En 2019 se obtuvieron videos de varios osos mostrando parte de su conducta en vida libre. Estos son algunos ejemplos que se observaron: los baños que tomaron en ojos de agua o pozas del APFF, las veces que marcaron territorio rascando y/o restregándose contra los árboles y en varias ocasiones lamieron rocas para suplementar su dieta con minerales. Estos son algunos de los comportamientos peculiares del oso negro americano, que no se habían registrado con anterioridad.

## Distribución
Se distribuyen en el Noroeste de México (Hall 1981), en la Sierra Madre Occidental y las Islas del Cielo, ecorregión donde poco se conoce de su distribución y en general de sus poblaciones, y por tanto su estado de conservación es alarmante, aun cuando no se considera como una subespecie bajo ninguna categoría de riesgo. También habitan en ecosistemas de bosques templados en los estados de Chihuahua, Coahuila, Nuevo León, Tamaulipas, Zacatecas, San Luis Potosí y Sonora.
La población de oso negro en el APFF Campo Verde es la más abundante para la Sierra Madre Occidental, con un estimado poblacional de 106 individuos y una densidad de 0.140 ind/km², documentándose el éxito reproductivo de la especie, al contar con 37 registros fotográficos de hembras con crías (dos oseznos en promedio).

## Amenazas
La principal amenaza para la especie, es la pérdida de hábitat debido a la deforestación y fragmentación del bosque provocada por la  implementación de prácticas forestales no sustentables, así como los cambios de uso de suelo para la agricultura y la ganadería. También incendios forestales, atropellamientos y la cacería furtiva.

## Conservación
Se encuentra clasificado como una especie de fauna silvestre Sujeta a Protección Especial, por la NOM 059 SEMARNAT-2010. Las acciones de conservación emprendidas han sido determinantes para la reintegración exitosa en vida silvestre de esta subespecie. Se han implementado 12 proyectos comunitarios y un proyecto regional de Monitoreo Biológico.
Especialistas de Sonora, Chihuahua y Durango pidieron que esta subespecie se enliste como “En Peligro de extinción"  y posteriormente la especie fue considerada "En Peligro de extinción" (P) en el Anexo Normativo III, lista de especies en riesgo de la Norma Oficial Mexicana (NOM-059-SEMARNAT-2010).
Pobladores de comunidades locales como La Norteña, El Largo y La Gloria se han apropiado del oso como símbolo de identidad regional y participan activamente en las acciones de conservación, integrándose a las actividades de generación de información y manejo de esta especie icónica del APFF Campo Verde.